# Ronde van Sicilië 2019
De Ronde van Sicilië 2019 vond plaats van 3 tot en met 6 april. De start was in Catania en de finish lag op de Etna. De wielerwedstrijd maakt deel uit van de UCI Europe Tour 2019, in de categorie 2.1. 

## Deelnemende ploegen
| World Tour team   | Pro Continentaal            | Pro Continentaal  | Continentaal                     |
| ----------------- | --------------------------- | ----------------- | -------------------------------- |
| UAE Team Emirates | Androni-Sidermec-Bottecchia | Bardiani CSF      | Amore & Vita-Prodir              |
|                   | Delko Marseille Provence    | Gazprom-RusVelo   | Coldeportas Bicicletas Strongman |
|                   | Israel Cycling Academy      | Neri-Selle Italia | D'Amico UM Tools                 |
|                   | Nippo-Vini Fantini-Faizanè  | Rally-UHC Cycling | Giotti Victoria–Palomar          |
|                   | Riwal-Readynez Cycling Team | Wanty-Gobert      | Kometa Cycling Team              |
|                   |                             |                   | Sangemini-Trevigiani-MG.Kvis     |
|                   |                             |                   | Team Colpack                     |

## Etappe-overzicht
| etappe | datum   | start          | finish  | type       | afstand | winnaar              | klassementsleider    |
| ------ | ------- | -------------- | ------- | ---------- | ------- | -------------------- | -------------------- |
| 1e     | 3 april | Catania        | Milazzo | Vlakke rit | 165 km  | Riccardo Stacchiotti | Riccardo Stacchiotti |
| 2e     | 4 april | Capo d'Orlando | Palermo | Heuvelrit  | 236 km  | Manuel Belletti      | Manuel Belletti      |
| 3e     | 5 april | Caltanissetta  | Ragusa  | Heuvelrit  | 188 km  | Brandon McNulty      | Brandon McNulty      |
| 4e     | 6 april | Giardini-Naxos | Etna    | Bergrit    | 119 km  | Guillaume Martin     | Brandon McNulty      |

## Eindklassementen
| Plaats    | Naam              | Ploeg                       | Tijd      |
| --------- | ----------------- | --------------------------- | --------- |
| Rode trui | Brandon McNulty   | Rally-UHC Cycling           | 18u07'24" |
| 2         | Guillaume Martin  | Wanty-Gobert                | + 42"     |
| 3         | Fausto Masnada    | Androni-Sidermec-Bottecchia | + 56"     |
| 4         | Aleksandr Vlasov  | Gazprom-RusVelo             | 1'11"     |
| 5         | Giovanni Visconti | Neri-Selle Italia           | 1'24"     |
| 6         | Jan Polanc        | UAE Team Emirates           | 1'34"     |
| 7         | Dayer Quintana    | Neri-Selle Italia           | 2'02"     |
| 8         | Mauro Finetto     | Delko Marseille Provence    | 2'03"     |
| 9         | Michel Ries       | Kometa Cycling Team         | 2'11"     |
| 10        | Simone Petilli    | UAE Team Emirates           | 2'16"     |
|           |                   |                             |           |
| 35        | Bart De Clercq    | Wanty-Gobert                | 16'38"    |
| 55        | Wesley Kreder     | Wanty-Gobert                | 26'46"    |

| Plaats      | Naam             | Ploeg                       | Punten |
| ----------- | ---------------- | --------------------------- | ------ |
| Oranje trui | Manuel Belletti  | Androni-Sidermec-Bottecchia | 25     |
| 2           | Brandon McNulty  | Rally-UHC Cycling           | 19     |
| 3           | Guillaume Martin | Wanty-Gobert                | 14     |

| Plaats      | Naam             | Ploeg                       | Punten |
| ----------- | ---------------- | --------------------------- | ------ |
| Groene trui | Fausto Masnada   | Androni-Sidermec-Bottecchia | 27     |
| 2           | Guillaume Martin | Wanty-Gobert                | 20     |
| 3           | Brandon McNulty  | Rally-UHC Cycling           | 12     |

| Plaats     | Naam             | Ploeg               | tijd      |
| ---------- | ---------------- | ------------------- | --------- |
| Witte trui | Brandon McNulty  | Rally-UHC Cycling   | 18u07'24" |
| 2          | Aleksandr Vlasov | Gazprom-RusVelo     | + 1'11"   |
| 3          | Michel Ries      | Kometa Cycling Team | 2'11"     |